# محوطه پرلوک
محوطه پرلوک مربوط به دوران پیش از تاریخ ایران باستان است و در شهرستان بهار، روستای پرلوک واقع شده و این اثر در تاریخ ۲۴ فروردین ۱۳۸۲ با شمارهٔ ثبت ۸۰۹۶ به‌عنوان یکی از آثار ملی ایران به ثبت رسیده است.